# 특수작전항공사령부
특수작전항공사령부(United States Army Special Operations Aviation Command (USASOAC / ARSOAC))은 특수 작전에서의 근집항공지원부대를 지휘하는 육군특수작전사령부(ARSOC) 산하의  사령부이다. ARSOC와 똑같이 노스캐롤라이나주의 포트 브래그에 본부를 있다.
특수작전항공사령부는 제160특수작전항공연대를 중심으로 2011년 3월 25일에 창설되었다.

## 사진첩

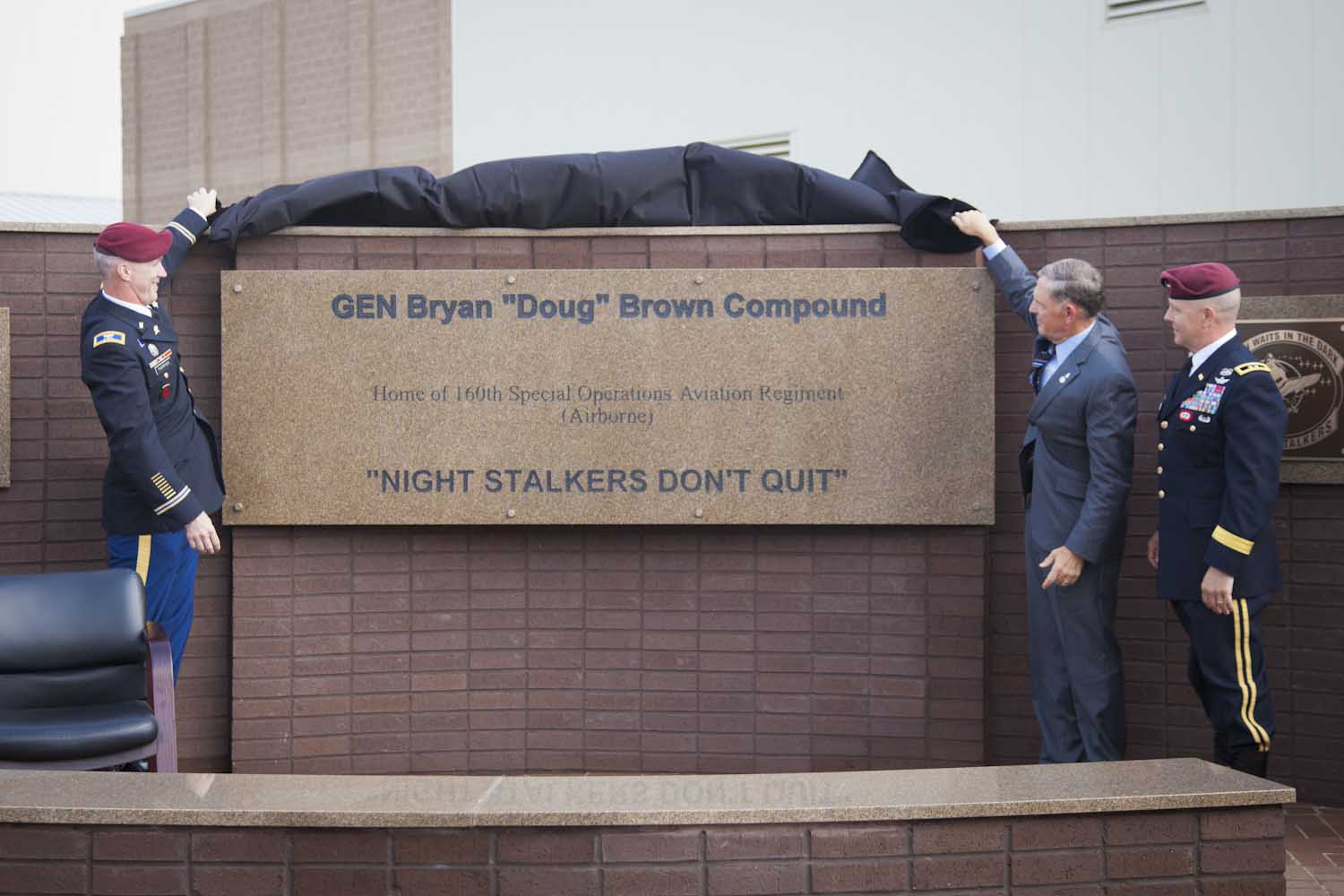
제160특수작전항공연대의 집, 브라이언 "더그" 브라운 컴파운드 개설
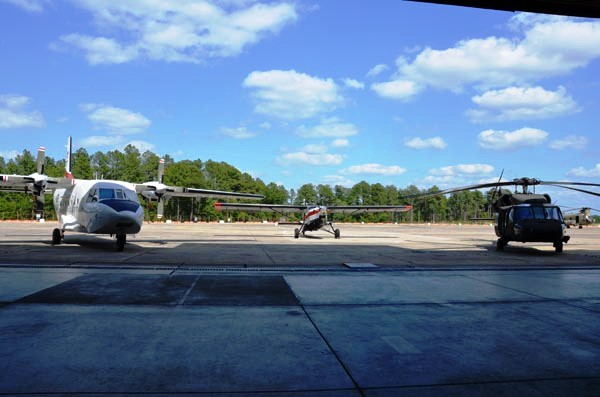
USASOAC 비행중대의 항공기
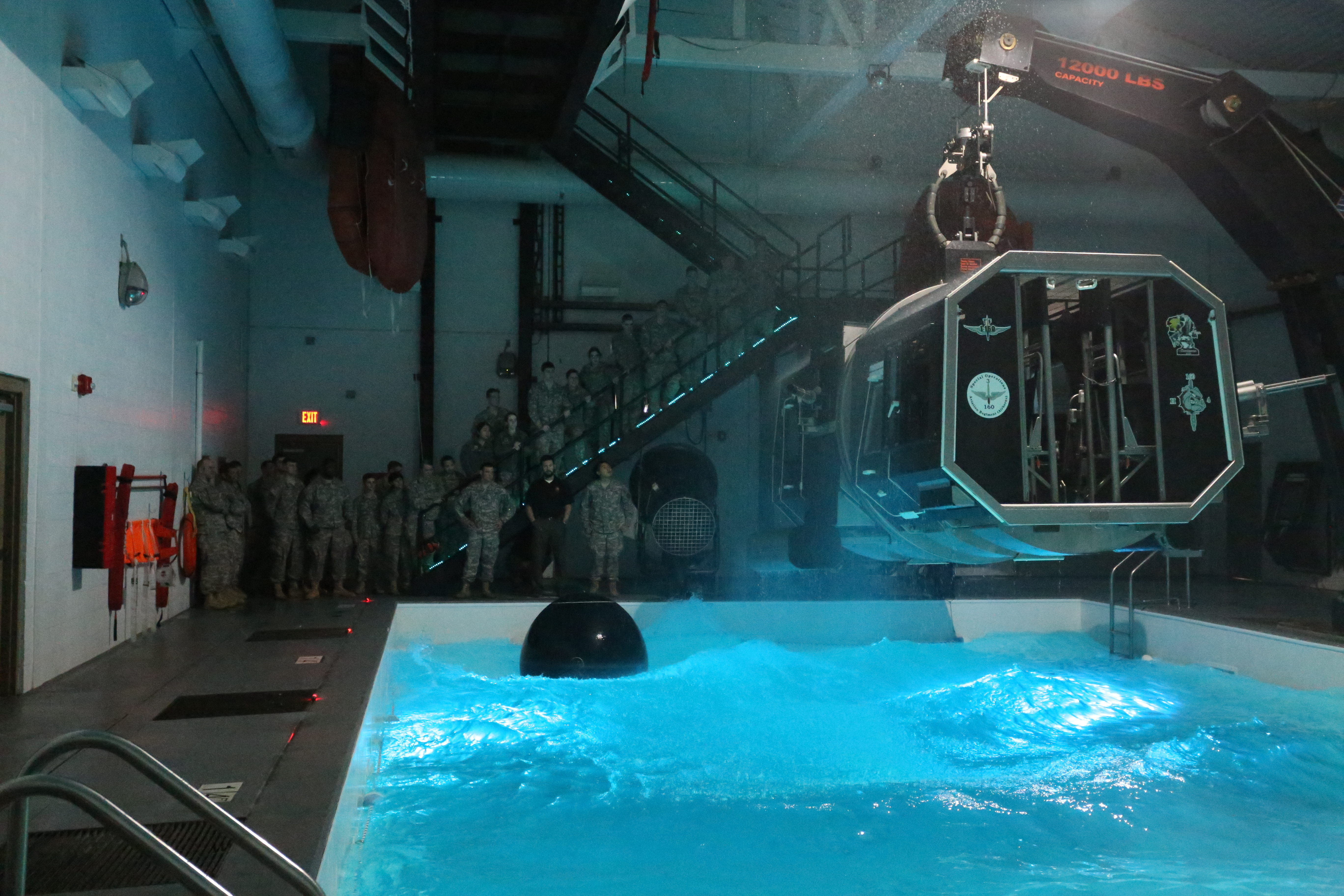
앨리슨 아쿠아틱스 훈련시설에 수중탈출훈련을 받으러 온 밴더빌트 대학 예비장교훈련대의 사관 30명

## 부대
- 제160특수작전항공연대 (160th SOAR)(A)), 포트 캠벨
- USASOAC 비행중대 (UFC), 포트 캠벨
- 특수작전훈련대대 (SOATB), 포트 캠벨
- 기술적용프로그램실 (TAPO), 랭글리-유스티스 합동기지
- 체계통합관리청 (SIMO), 포트 캠벨

## 역대 지휘관
| # | 계급 | 성명                 | 취임일          | 이임일          | 참고  |
| - | ---- | -------------------- | --------------- | --------------- | ----- |
| 1 | 준장 | Clayton M. Hutmacher | 2011년 3월 25일 | ?               |       |
| 4 | 준장 | John R. Evans Jr     | ?               | 2018년 6월 22일 |       |
| 5 | 준장 | Allan Pepin          | 2018년 6월 22일 | 2020년 6월 26일 | [ 1 ] |
| 6 | 대령 | Philip Ryan          | 2020년 6월 26일 | 임기중          | [ 2 ] |

## 같이 보기
- 공군특수작전사령부

## 참고
1. ↑  Brook, Drew (2018년 6월 22일). “Army special ops aviation welcomes new leader” (영어). The Fayetteville Observer. 2021년 1월 25일에 확인함.
2. ↑  “U.S. Army Special Operations Aviation Command welcomes new commander to Fort Bragg” (영어). The Fayetteville Observer. U.S. Army Special Operations Aviation Command Public Affairs. 2020년 7월 4일. 2021년 1월 25일에 확인함.